# Лютомія-Гурна
Лютомія-Гурна (пол. Lutomia Górna, нім. Ober Leutmannsdorf) — село в Польщі, у гміні Свідниця Свідницького повіту Нижньосілезького воєводства.
Населення — 1040 осіб (2011).
У 1975-1998 роках село належало до Валбжиського воєводства.

## Демографія
Демографічна структура станом на 31 березня 2011 року:
|          | Загалом | Допрацездатний вік | Працездатний вік | Постпрацездатний вік |
| -------- | ------- | ------------------ | ---------------- | -------------------- |
| Чоловіки | 531     | 118                | 371              | 42                   |
| Жінки    | 509     | 86                 | 313              | 110                  |
| Разом    | 1040    | 204                | 684              | 152                  |